# 肯尼思·鲁克斯
肯尼思·鲁克斯（英語：Kenneth Rooks，1999年10月21日—），美国男子田径运动员，2023年全国田径锦标赛男子3000米障碍赛金牌得主、2024年夏季奥林匹克运动会男子3000米障碍赛银牌得主。